# كريستوف يموان
كريستوف يموان (بالفرنسية: Christophe Lemoine)‏ هو ممثل فرنسي، ولد في 11 ديسمبر 1978 في فرنسا.

## وصلات خارجية
- كريستوف لموان على موقع IMDb (الإنجليزية)
- كريستوف لموان على موقع ألو سيني (الفرنسية)
- كريستوف لموان على موقع قاعدة بيانات الأفلام السويدية (السويدية)
- كريستوف لموان على موقع كينوبويسك (الروسية)